# 岐山 (金溪县)
岐山，是中华人民共和国江西省抚州市金溪县陈坊积乡下辖的一个村，为吴姓古村落，村内现存十八巷，岐山小宗祠、清林书院、中宪第、大夫第等40余栋古建筑。
2016年12月9日，岐山村公布为第四批中国传统村落。
2019年1月21日公布，岐山村公布为第七批中国历史文化名村。

## 文物保护单位
以下为金溪县岐山村范围内的江西省文物保护单位：
| 名称                            | 编号    | 类型   | 所在 | 时代 | 图片 |
| ------------------------------- | ------- | ------ | ---- | ---- | ---- |
| 金溪官厅群 - 岐山大夫第与中宪第 | 6-3-045 | 古建筑 |      |      |      |